# Praia de Machico
Praia de Machico
A praia de Machico é uma praia de areia amarela situada na freguesia de Machico, na ilha da Madeira, em Portugal. Tem cerca de 125 metros de extensão e 70 metros de largura.
A praia de Machico foi a segunda praia da Madeira, a seguir à da Calheta, a importar areia de Marrocos, sendo uma das poucas com areia na ilha. Antes de importar a areia, a praia foi alvo de vários melhoramentos, num projeto que implicou ampliação do cais, uma promenade e uma ponte. A inauguração da praia de areia amarela ocorreu no dia 29 de setembro de 2008.